# خوسيه أمادو غارسيا
خوسيه أمادو غارسيا (بالإسبانية: José Amado García) هو منافس ألعاب قوى غواتيمالي، ولد في 13 سبتمبر 1977 في San Jerónimo, Baja Verapaz ‏ في غواتيمالا.

## وصلات خارجية
- خوسيه أمادو غارسيا على موقع الاتحاد الدولي لألعاب القوى (الإنجليزية)
- خوسيه أمادو غارسيا على موقع أوليمبيديا (الإنجليزية)